# Roger Steen
Roger Steen (* 17. Mai 1992) ist ein US-amerikanischer Leichtathlet, der sich auf das Kugelstoßen spezialisiert hat und in dieser Disziplin 2022 NACAC-Meister wurde.

## Sportliche Laufbahn
Roger Steen wuchs in Wisconsin auf und studierte an der University of Wisconsin-Eau Claire und ist dort auch als Assistenztrainer tätig. Erste internationale Erfahrungen sammelte er im Jahr 2022, als er bei den NACAC-Meisterschaften in Freeport mit einer Weite von 20,78 m die Goldmedaille im Kugelstoßen gewann. Anschließend siegte er mit 21,38 m beim Meeting Città di Padova. Im Jahr darauf siegte er mit 21,41 m bei Spitzen Leichtathletik Luzern und belegte bei den Panamerikanischen Spielen in Santiago de Chile mit 20,51 m den vierten Platz. 2024 gelangte er bei den Hallenweltmeisterschaften in Glasgow mit 19,97 m auf Rang 13 und im Jahr darauf gewann er bei den Hallenweltmeisterschaften in Nanjing mit 21,62 m die Silbermedaille hinter dem Neuseeländer Tomas Walsh. 